# Huertas Estación
Huertas Estación är en ort i Mexiko.   Den ligger i kommunen Montemorelos och delstaten Nuevo León, i den centrala delen av landet, 600 km norr om huvudstaden Mexico City. Huertas Estación ligger 426 meter över havet och antalet invånare är 134.
Terrängen runt Huertas Estación är platt, och sluttar österut. Runt Huertas Estación är det ganska glesbefolkat, med 50 invånare per kvadratkilometer. Närmaste större samhälle är Hualahuises, 17,2 km söder om Huertas Estación. I omgivningarna runt Huertas Estación växer huvudsakligen savannskog.